# Gula Villan, Gröndal

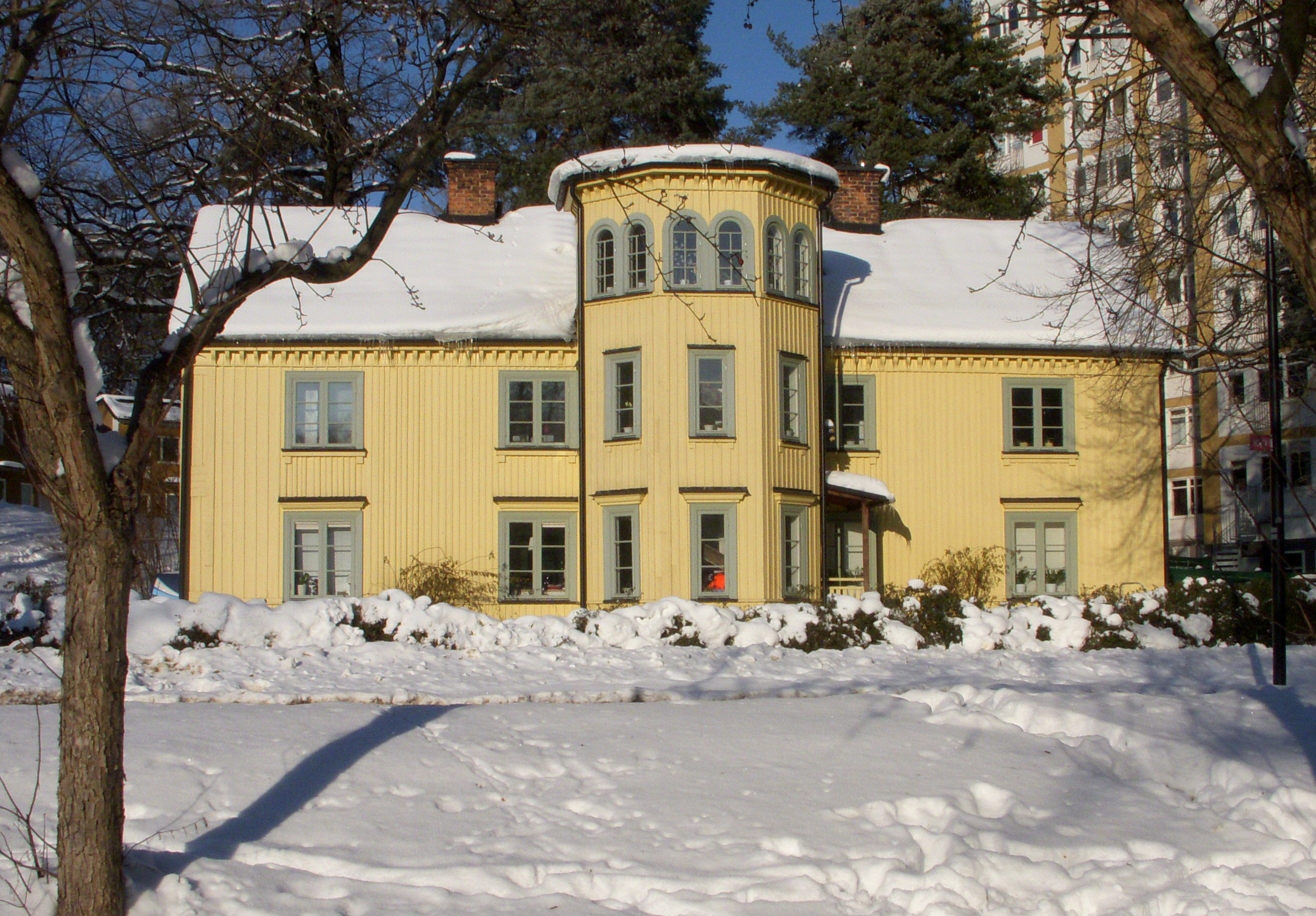
Gula villan i Gröndal, februari 2010.

Gula Villan, även kallad "Ekensbergsfemman", är en byggnad i kvarteret Bottenstocken vid Gröndalsvägen 152 i Gröndal i Stockholm. Villan ligger vid slutet av Mörtviken och utmärker sig bland annat på grund av sitt åttkantiga trapphus.

## Byggnadsbeskrivning

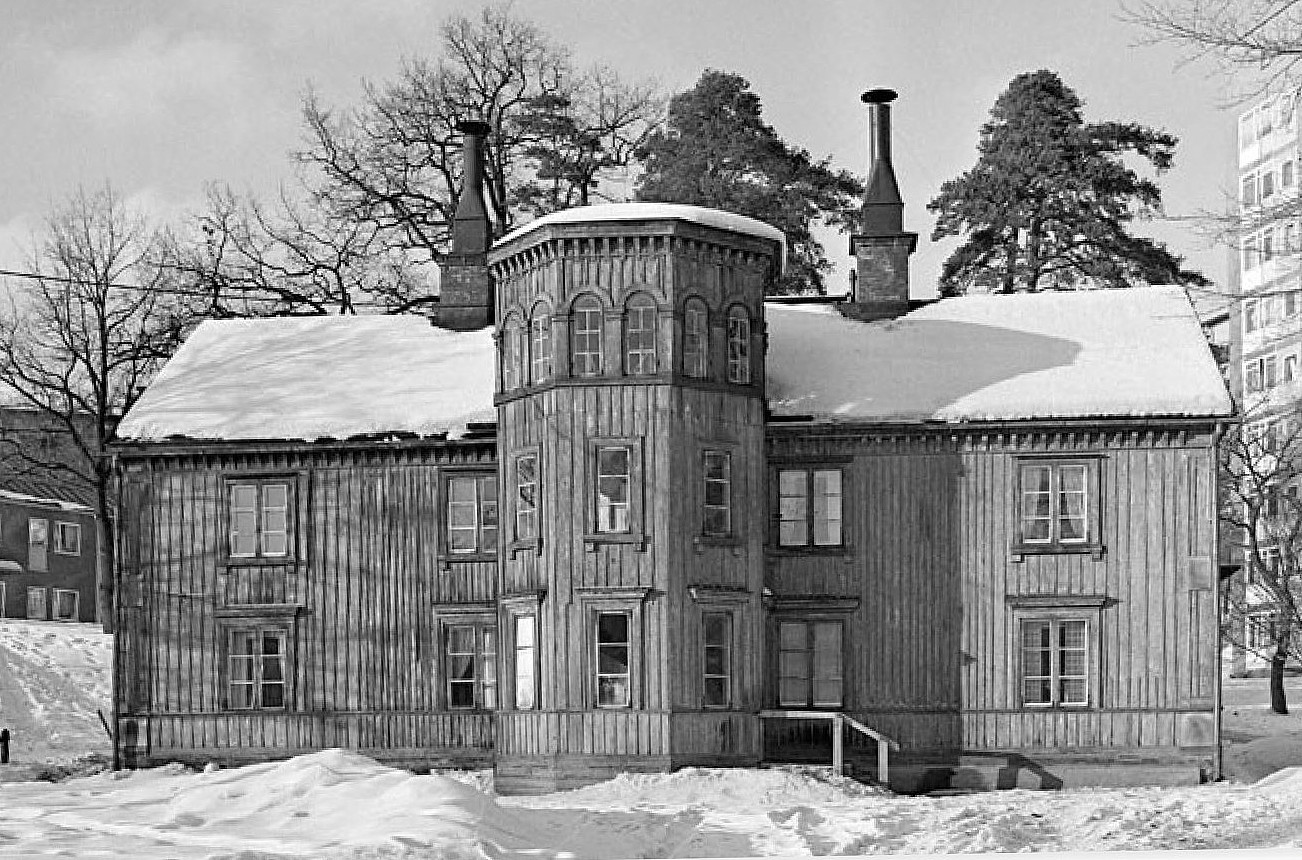
Gula Villan på 1960-talet.

Gula villan var ursprungligen bostadshus för arbetare vid Ekensbergs varv och uppfördes troligen omkring 1880. Enligt uppgift ska huset tidigare ha stått inne på varvsområdet, men senare ha flyttats till sin nuvarande plats. I Sigurd Erixons bok Den folkliga bebyggelsen i Stockholmstrakten (1941) uppges att fyra arbetarbostäder uppfördes omkring 1865, alltså före varvets tillkomst 1873. Dessa fyra arbetarbostadshus gavs namnen "ettan", "tvåan", "trean" osv, den femte bostaden blev förmodligen "Ekensbergsfemman".
Från början var det trångbott och det fanns tio lägenheter i byggnaden. I början av 1950-talet övertogs fastigheten av AB Stockholmshem och under 1970- och 1980-talet stod huset tomt under cirka femton år och förföll, så att rivning diskuterades, men Stockholms Stadsmuseum protesterade. I slutet av 1980-talet hittade man en hyresgäst som var villig att själv stå för renoveringskostnaderna och rusta upp huset. Idag ägs huset av ett aktiebolag (Bottenstocken 12 AB) som hyr ut ett antal lägenheter.
Gula Villan och Ekensbergs gamla värdshus är de enda byggnader som finns kvar efter varvsepoken i Ekensberg. Byggnaden grönmärktes av Stadsmuseet i Stockholm vilket innebär ”att bebyggelsen har ett högt kulturhistoriskt värde och är särskilt värdefull från historisk, kulturhistorisk, miljömässig eller konstnärlig synpunkt”.

## Bilder

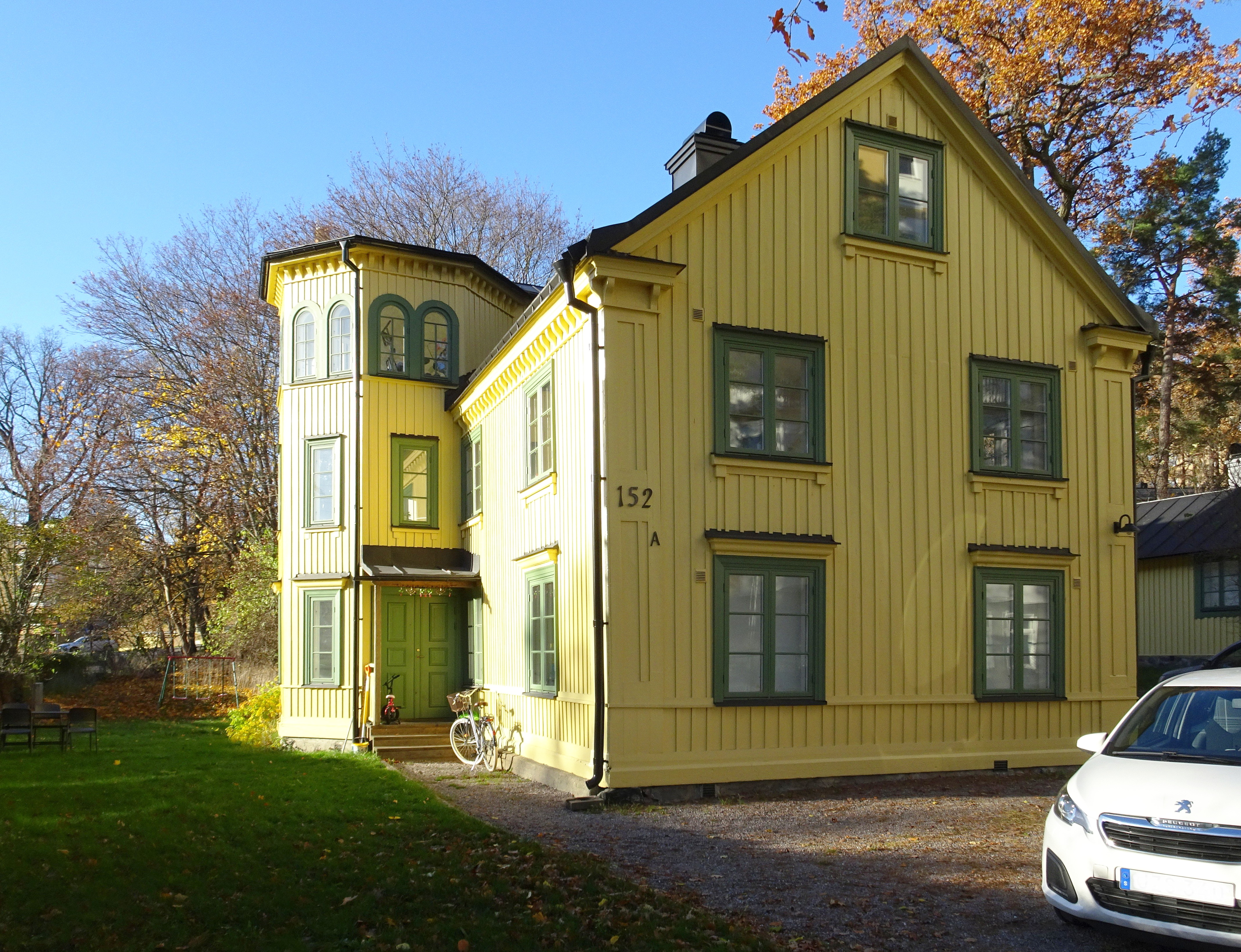
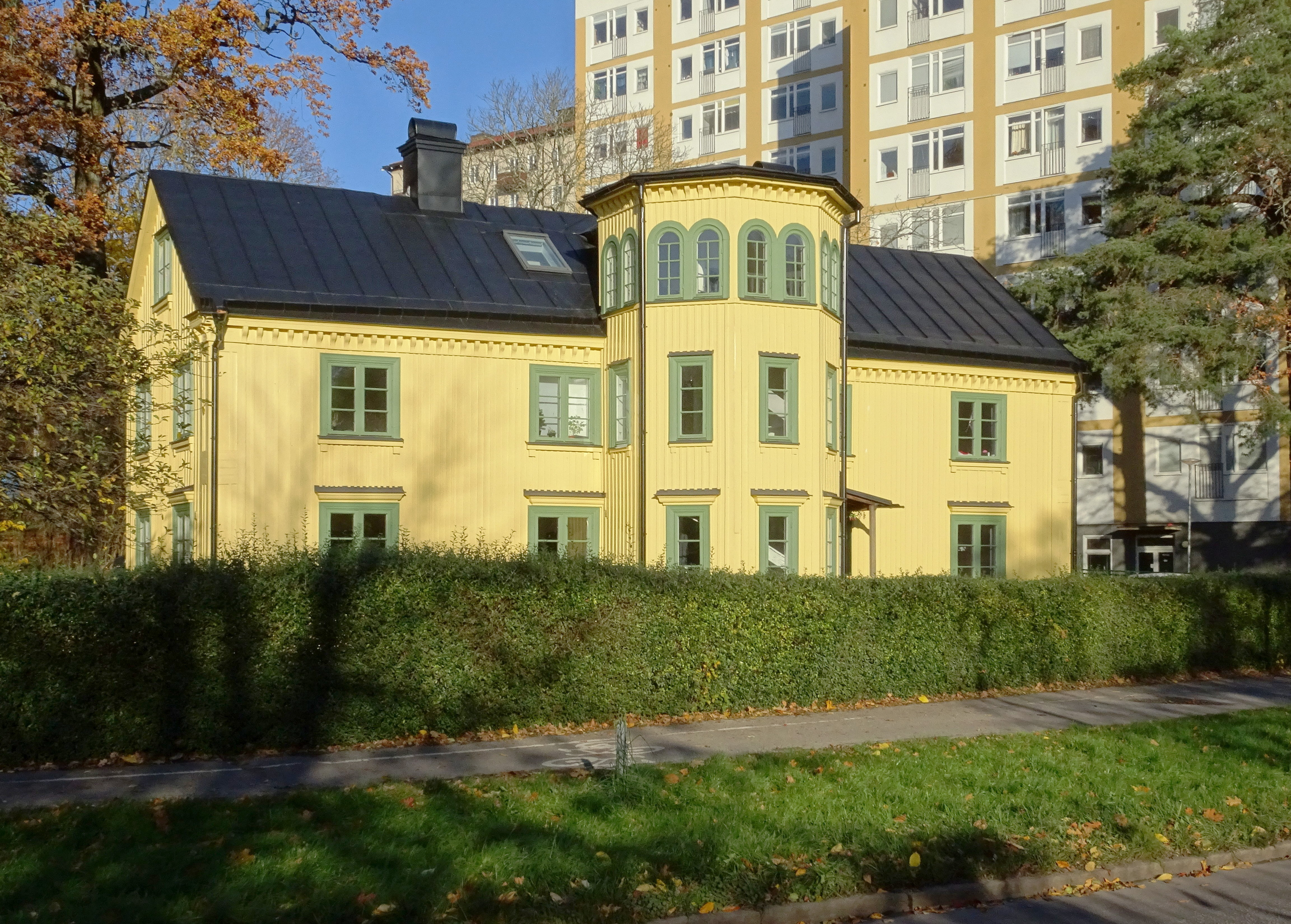
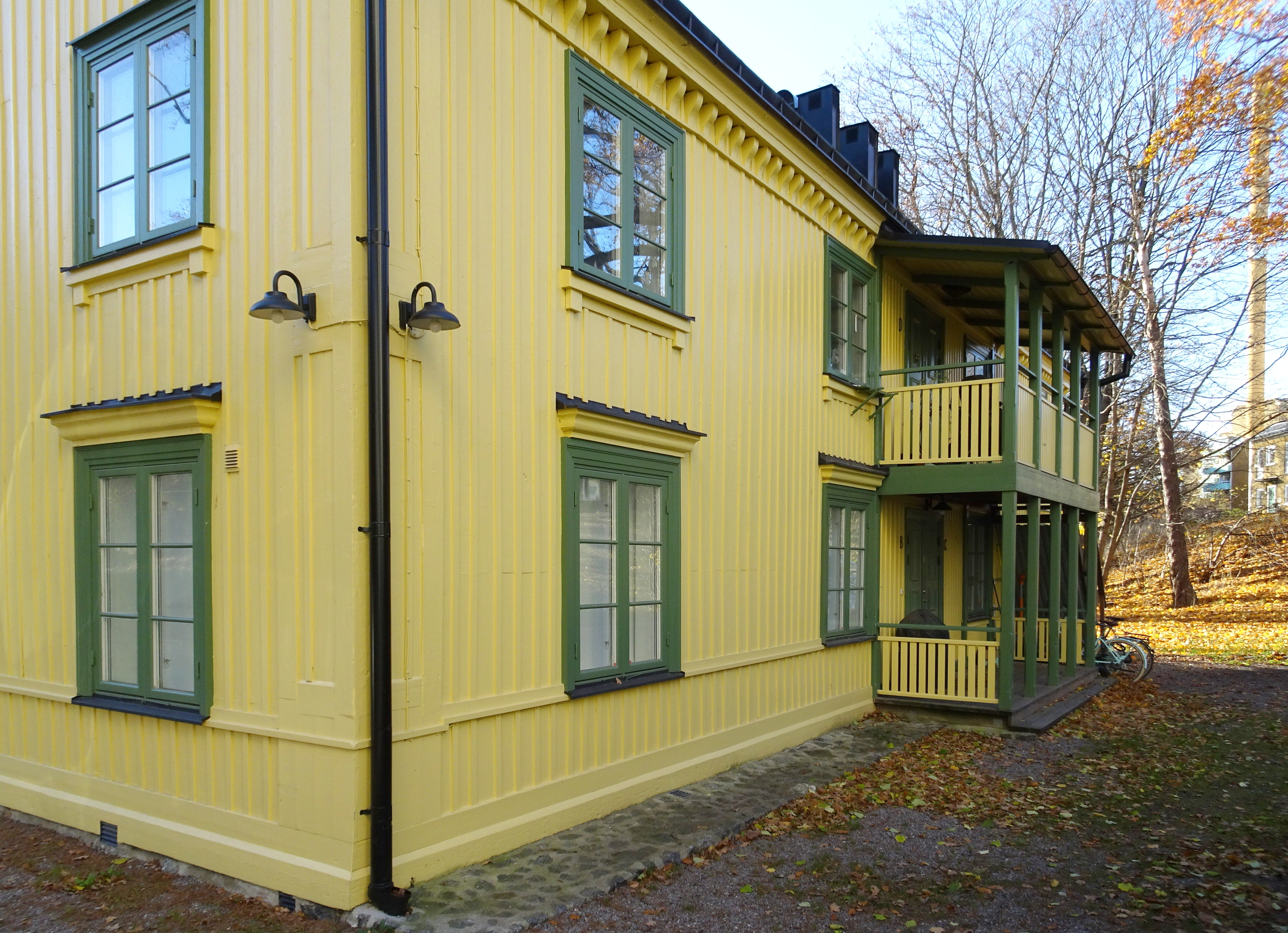
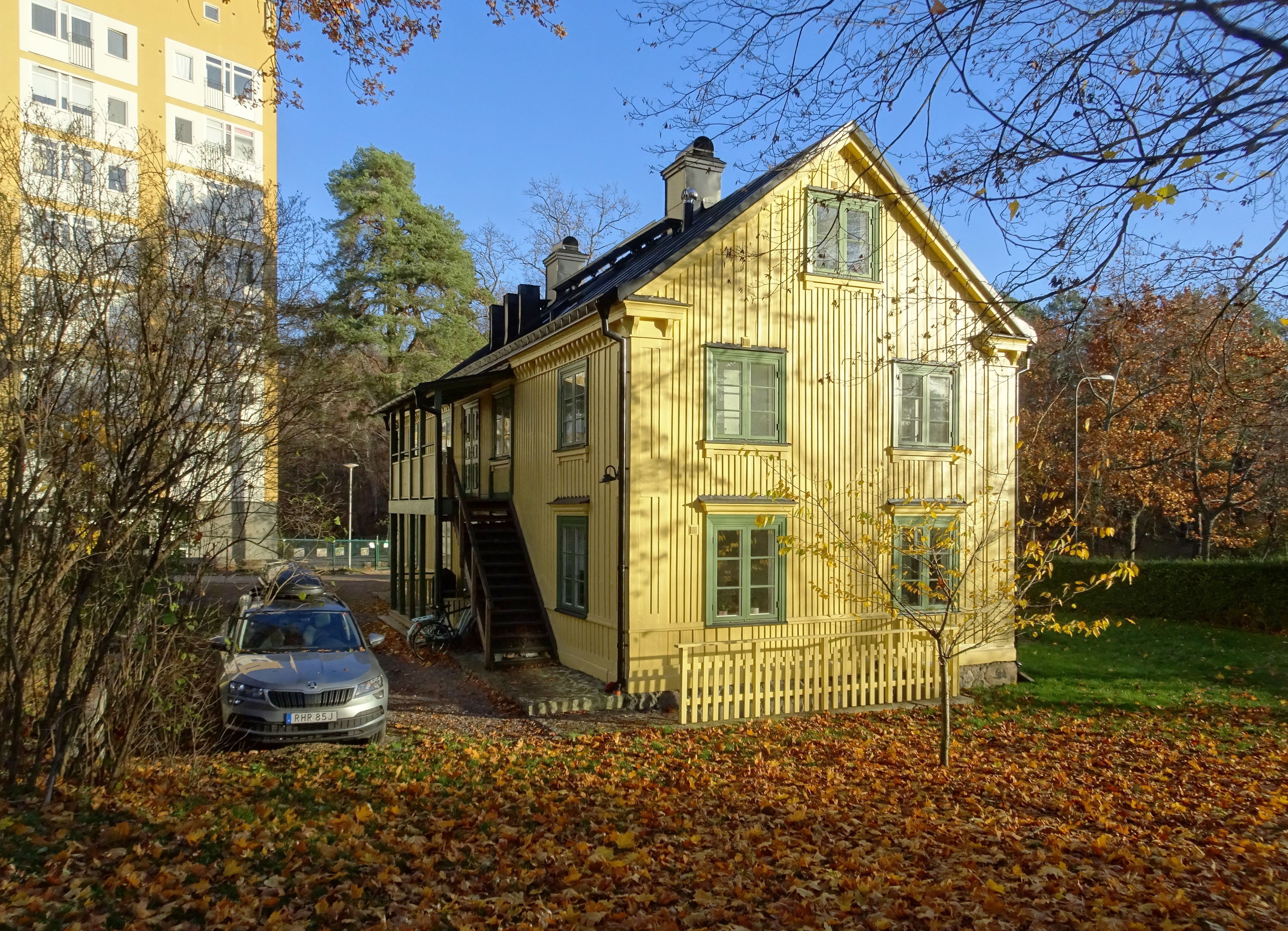